# احمد کاترادا
احمد کاترادا (انگلیسی: Ahmed Kathrada; زاده ۲۱ اوت ۱۹۲۹ – درگذشته ۲۸ مارس ۲۰۱۷) سیاست‌مدار، زندانی سیاسی و از فعالان ضد آپارتاید اهل آفریقای جنوبی بود. وی به علت فعالیت و عضویت در کنگره ملی آفریقا، به حبس طولانی مدت در جزیره روبن محکوم شد.

## زندگی‌نامه
احمد محمد کاترادا که نام مستعار کاتی را نیز داشت در ۲۱ اوت سال ۱۹۲۹ در شهر کوچکی در شمال غربی آفریقای جنوبی از پدر و مادر مهاجر هندی به دنیا آمد.
او یک سیاست‌مدار، زندانی سیاسی سابق و همرزم «نلسون ماندلا» در مبارزات ضد نژادپرستی بود. فعالیت‌های ضد نژادپرستانه کاترادا در کنگره ملی آفریقا (ANC)، به زندانی شدن درازمدتش منتهی شد. کاترادا از جمله کسانی بود که در کنار ماندلا در سال ۱۹۶۴ در دادگاه ریوونیا برای افشاگری علیه نظام آپارتاید تلاش برجسته‌ای داشت. او بعد از محاکمه شدن در دادگاه به حبس ابد محکوم شد و به زندان پالزمور در جزیره روبن در آفریقای جنوبی تبعید گردید. کاترادا ۲۶ سال از عمر خود را در زندان گذراند که ۱۸ سال آن در جزیره روبن بود. وی بیشتر دوران زندانش را در کنار نلسون ماندلا بود. پس از آزادی از زندان در سال ۱۹۹۰، به عنوان نماینده کنگره ملی آفریقا به عضویت پارلمان درآمد. وی از سال ۱۹۹۴ تا ۱۹۹۹ در کنگره مشغول به کار بود. او یکی از منتقدان جدی جاکوب زوما، رئیس‌جمهوری آفریقای جنوبی بود و کتاب «ماندلا هیچ مرزی ندارد» خاطرات احمد کاترادا زندانی شماره ۴۶۸/۶۴ را نیز تألیف کرده‌است.
احمد کاترادا، ۲۷ سال را در زندان سپری کرد که ۱۸ سال آن در جزیره روبن بود. وی بعداً عضو پارلمان شد.

## درگذشت
احمد کاترادا پس از عمل جراحی برای از بین بردن لخته خون در مغز، اوایل ماه مارس ۲۰۱۷ در بیمارستانی در ژوهانسبورگ بستری شد. وی در ۲۸ مارس ۲۰۱۷ در سن ۸۷ سالگی درگذشت. پیکر وی در گورستان ویست پارک ژوهانسبورگ به خاک سپرده شد.